# Fleischbachspitze
Fleischbachspitze är en bergstopp i Österrike.   Den ligger i distriktet Lienz och förbundslandet Tyrolen, i den västra delen av landet, 300 km väster om huvudstaden Wien. Toppen på Fleischbachspitze är 2 759 meter över havet. Fleischbachspitze ingår i Rieserferner Gruppe.
Terrängen runt Fleischbachspitze är bergig. Runt Fleischbachspitze är det ganska glesbefolkat, med 26 invånare per kvadratkilometer.. 
Trakten runt Fleischbachspitze består i huvudsak av gräsmarker.